# Europavej E60
E60 er en europavej der begynder i Brest i Frankrig og ender i Irkeshtam i Kirgisistan. Undervejs går den blandt andet gennem: Nantes, Tours, Orléans, Courtenay, Beaune, Besançon, Belfort og Mulhouse i Frankrig; Basel, Zürich, Winterthur, Sankt Gallen og Sankt Margrethen i Schweiz; Lauterach, Feldkirch, Imst, Innsbruck og Wörgl i Østrig; Rosenheim i Tyskland; Salzburg, Linz, Wien og Nickelsdorf i Østrig; Mosonmagyaróvár, Győr, Budapest og Püspökladány i Ungarn; Oradea, Cluj-Napoca, Turda, Târgu Mureş, Brasov, Ploieşti, Bukarest, Urziceni, Slobozia, Hârşova og Constanţa i Rumænien ...(ingen direkte forbindelse)... Poti, Samtredia, Khashuri og Tbilisi i Georgien; Gandja, Yevlax og Baku i Aserbajdsjan ...(færge)... Türkmenbaşy, Serdar, Asjkhabad, Tejen, Mary og Türkmenabat i Turkmenistan; Alat, Bukhara, Karsji, Guzar, Sherobod og Termez i Usbekistan; Dusjanbe og Jirgatol i Tadsjikistan; Sary-Tash i Kirgisistan.